# Sandra Reemer
Barbara Alexandra (Xandra/Sandra) Reemer (Bandung, Indonesië, 17 oktober 1950 – Amsterdam, 6 juni 2017) was een Nederlands zangeres en presentatrice.

## Biografie

### Beginperiode

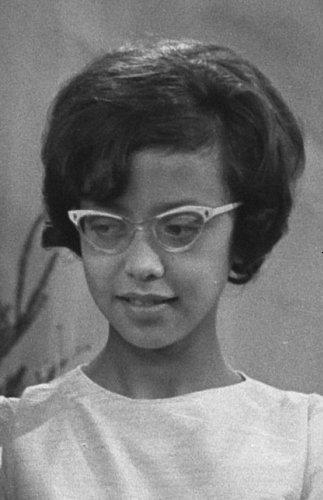
Reemer in 1962
(11 jaar oud)

Reemer werd als eerste kind geboren in het gezin van Frans en Nel Reemer. Haar beide grootvaders waren Nederlands, haar grootmoeders Chinees en Javaans.
Toen in 1958 in Indonesië de Nederlandse bedrijven genationaliseerd werden, vertrok het gezin Reemer later dat jaar naar Nederland en kwam te wonen in het Brabantse Sint-Michielsgestel. Ze kwam vervolgens bij de zusters op school en moest daar afstand doen van haar 'duivelse voorletter'. Zo werd Xandra Sandra.
Op tienjarige leeftijd kreeg Reemer van haar vader een zelfgemaakte gitaar. Ze begon, onder andere met het nummer Hou je echt nog van mij, Rocking Billy? van Ria Valk, deel te nemen aan talentenjachten en toen ze elf jaar was kwam haar eerste plaatje uit, getiteld Al di là (Net als wij).
Reemer nam in 1963 het nummer Sluimer zacht op, een Nederlandstalige versie van George Gershwins Summertime uit de opera Porgy and Bess.

### Jaren 60
In 1966 begon ze met Dries Holten het zangduo Sandra & Andres.

### Eurovisiesongfestival
Het Eurovisiesongfestival kwam verschillende malen in de loopbaan van Reemer voorbij. In 1964 zong ze Als jij maar wacht, wat een cover was van het winnende liedje Non ho l'età. In 1970 trad ze voor het eerst aan op het Nationale Songfestival met Voorbij is de winter. Ze won niet. Vervolgens kwam ze driemaal wel door de selectie heen en vertegenwoordigde ze Nederland tijdens het songfestival van 1972, met Als het om de liefde gaat, (als Sandra & Andres), van 1976 met The party's over en van 1979 met het door Bolland & Bolland gecomponeerde Colorado. In 1983 kwam ze nog een keer terug als achtergrondzangeres van Bernadette.

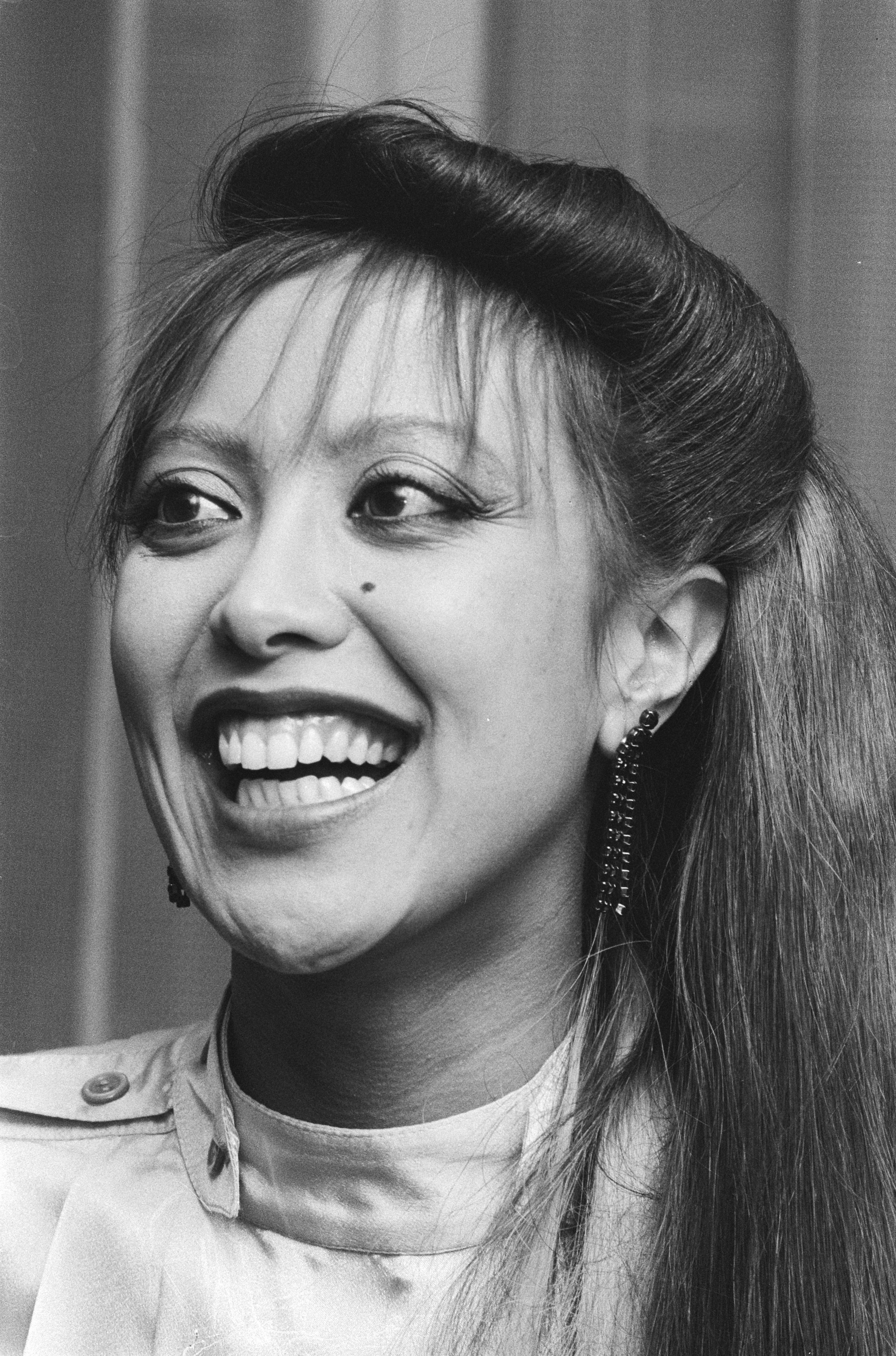
Sandra Reemer in 1979

Op de drie songfestivals behaalde ze 106, 56, 51 punten, goed voor de vierde, negende en twaalfde plaats. In het laatste jaar zong ze onder haar echte naam Xandra. Colorado werd wel in zeven landen een top 5-hit. Vooral in de Scandinavische landen toerde Xandra regelmatig. In Denemarken staat zij in de Hall of Fame.

### Jaren 70 en 80
Als het duo Sandra & Andres bleef ze optreden, tot Holten de samenwerking met Reemer in 1975 verbrak om in het nieuwe duo Rosy & Andres verder te gaan. Reemer ging zelf solo verder.
In 1977 maakte ze korte tijd deel uit van de studiogroep Veronica Unlimited, die door Hans van Hemert ter gelegenheid van het 12,5-jarig bestaan van de Veronica Top 40 bij elkaar werd gebracht.
In de jaren 80 kwam Reemers zangcarrière in moeilijk vaarwater terecht. Uitgebrachte singles, met titels als Indonesia, Get it on, Rien ne va plus en Gold, flopten stuk voor stuk en Reemer ging zich meer toeleggen op televisiewerk. In 1984 presenteerde ze het televisieprogramma De show van de maand, waarin zij zelf mocht bepalen welke gasten er werden uitgenodigd. Producent Joop van den Ende liet Reemer vervolgens het programma Sterrenslag presenteren.
Vanaf 1986 werd Reemer de assistente van Jos Brink bij de presentatie van het televisieprogramma Wedden dat..?, waar ze ooit door Brink liefkozend als kroepoekje werd aangesproken.
Na veel televisiewerk besloot Reemer om in 1987 het album Best Of My Love uit te brengen met daarop allerlei covers. Kort daarna kwamen Unforgettable, She's The One en Valleys of Emotions uit. De hitsingles All Out of Love en La Colegiala werden bescheiden top 40-hits.
Vanaf 1988 presenteerde ze bij de NCRV het programma Showmasters. Na haar overstap van de publieke omroep naar RTL 4 presenteerde zij programma's als De betere sekse en De zaterdagavondshow.

### Jaren 90 en 00
In 1996 kwam  het Nederlandstalige album Natuurlijk uit. In het muziektijdschrift OOR stond een zeer lovende recensie. De release werd nauwelijks gepromoot en ging aan het grote publiek voorbij. Het album werd een flop.
Van 2000 tot 2005 werkte Reemer met Marga Bult en Sjoukje Smit samen als The Dutch Divas; met het nummer From New York to L.A. bereikten zij de Mega Top 100.
In 2004 speelde Reemer een bijrol in de Nederlandse film Sinterklaas en het geheim van de Robijn van schrijver en regisseur Martijn van Nellestijn als ambtenaar van de burgerlijke stand.
Met Jos Brink werd Wedden Dat in 2005 nog een keer groots herhaald, een miljoenenpubliek zat weer aan de buis gekluisterd toen beiden hun kunstje nog eens dunnetjes overdeden om donateurs voor het Liliane Fonds te werven.
Reemer bleef optreden tijdens grote gala's zoals voor het Amsterdam Diner, Gay Pride en Manhattan aan de Maas en verder allerlei initiatieven.
In 2008 richtte zij de SRF op, de Sandra Reemer Foundation. Hiermee ondersteunde zij kinderen in ontwikkelingslanden om scholing te krijgen. Door de gerichte steun hervinden deze kinderen hun eigenwaarde, waarna ze in staat worden gesteld om aan hun toekomst te werken. Kim-Lian van der Meij was ambassadrice van de foundation. In 2013 heeft zij de foundation moeten stoppen. Door de financiële steun heeft SRF meer dan 500 kinderen in Indonesië, verschillende landen in Afrika en Guatemala kunnen helpen.
In 2010 organiseerde Reemer een tentoonstelling in het Amsterdamse Lloyd Hotel over de historie van de Nederlandse Songfestivaljurken.
In 2014 bracht zij een single uit van Ave Maria met gitarist Roel Jongenelen en pianist Vincent Boot.
Begin 2017 was zij nog te zien in de zes afleveringen lange MAX-realitysoap Gouden Jaren: Indonesië, gebaseerd op het Britse programma The Real Marigold Hotel.
Voor haar overlijden had ze nog een laatste nummer opgenomen genaamd “ De Tijd” , na haar overlijden geremasterd en te vinden op verscheidene platforms. 
Op 17 oktober 2022, haar 72 ste geboortedag en 5 jaar na haar overlijden kwam er bijzonder album uit “ Voor altijd” , een hommage en eerbetoon aan haar veelzijdigheid en bijzondere klasse. Het zijn nooit eerder uitgebrachte nummers, mooie duetten met collega’s , tv optredens en bijzondere uitvoeringen van enkele van haar nummers. De fotografie van de covers van het album werd verzorgd door Govert de Roos.  

### Ziekte en overlijden
Begin 2017 werd bij haar borstkanker geconstateerd. Op 6 juni 2017 overleed zij op 66-jarige leeftijd ten gevolge hiervan in het Amsterdamse Antoni van Leeuwenhoekziekenhuis. Er was een herdenkingsdienst in Kasteel Maurick. De plechtigheid in Vught was alleen voor familie en genodigden. Zij woonde in Gemonde.

### Huwelijk
Reemer was zestien jaar samen met zanger, componist en muziekproducent Ferdi Bolland, waarvan negen jaar getrouwd. Ze scheidden in 1991.

## Discografie
Zie ook: Sandra & Andres.

### Albums
| Album met eventuele hitnotering(en) in de Nederlandse Album Top 100 | Datum van verschijnen | Datum van binnenkomst | Hoogste positie | Aantal weken | Opmerkingen |
| ------------------------------------------------------------------- | --------------------- | --------------------- | --------------- | ------------ | ----------- |
| The best of my love                                                 | 1987                  | 19-09-1987            | 24              | 14           |             |
| Unforgettable                                                       | 1989                  | 18-02-1989            | 27              | 14           |             |
| She's the one                                                       | 1990                  | 20-10-1990            | 56              | 6            |             |

### Singles
| Single met eventuele hitnotering(en) in de Nederlandse Top 40 | Datum van verschijnen | Datum van binnenkomst | Hoogste positie | Aantal weken | Opmerkingen                                                                     |
| ------------------------------------------------------------- | --------------------- | --------------------- | --------------- | ------------ | ------------------------------------------------------------------------------- |
| Love me, honey                                                | 1975                  | 29-11-1975            | tip10           | -            |                                                                                 |
| The party's over                                              | 1976                  | 06-03-1976            | 3               | 8            | Inzending Eurovisiesongfestival 1976 / Nr. 3 in de Single Top 100               |
| This is your heartbeat                                        | 1977                  | 09-07-1977            | tip7            | -            |                                                                                 |
| Colorado                                                      | 1979                  | 07-04-1979            | 37              | 2            | als Xandra / Inzending Eurovisiesongfestival 1979 / Nr. 43 in de Single Top 100 |
| Get it on                                                     | 1982                  | 06-03-1982            | tip11           | -            | Nr. 47 in de Single Top 100                                                     |
| Gold                                                          | 1986                  | 01-02-1986            | tip15           | -            |                                                                                 |
| All out of love                                               | 1987                  | 03-10-1987            | 26              | 4            | Nr. 32 in de Single Top 100                                                     |
| Laughter in the rain                                          | 1988                  | -                     |                 |              | Nr. 86 in de Single Top 100                                                     |
| Goodnight sweetheart, goodnight                               | 1989                  | 01-04-1989            | tip19           | -            | Nr. 66 in de Single Top 100                                                     |
| La colegiala                                                  | 1990                  | 20-10-1990            | 23              | 5            | Nr. 25 in de Single Top 100                                                     |
| Koningin van alle mensen                                      | 16-04-2013            | 27-04-2013            | 6               | 3            | als onderdeel van RTL Boulevard United / Nr. 1 in de Single Top 100 / Goud      |

| Single met hitnotering(en) in de Vlaamse Ultratop 50 | Datum van verschijnen | Datum van binnenkomst | Hoogste positie | Aantal weken | Opmerkingen                 |
| ---------------------------------------------------- | --------------------- | --------------------- | --------------- | ------------ | --------------------------- |
| The party's over                                     | 1976                  | 20-03-1976            | 10              | 5            | Nr. 11 in de Radio 2 Top 30 |
| All out of love                                      | 1987                  | 17-10-1987            | 22              | 6            | Nr. 15 in de Radio 2 Top 30 |
| La colegiala                                         | 1990                  | 01-12-1990            | 41              | 1            | Nr. 27 in de Radio 2 Top 30 |

## Trivia
- Bij de lintjesregen van 2006 werd Reemer benoemd tot Ridder in de Orde van Oranje-Nassau.
- Reemers karakteristieke stem is te horen in Harlem Song van The Sweepers (1973) en Mexico, I can't say goodbye van Bolland & Bolland (1974).
- We leven ervan! is een single uit 1977 waarop de stem van Sandra Reemer te horen is.